# Félix Lourenço de Siqueira
Félix Lourenço de Siqueira (Rio de Janeiro — ?) foi um político brasileiro.
Filho de Félix Lourenço de Siqueira, casou com Maria Amália da Luz Siqueira, filha de João Pinto da Luz e de Maria Amália da Luz.
Foi deputado à Assembleia Legislativa Provincial de Santa Catarina na 22ª legislatura (1878 — 1879), como suplente convocado.